# NHL 2003
《NHL 2003》是一款由艺电加拿大制作、EA Sports发行的体育类游戏。本游戏最初于2002年9月在Windows等平台发行。本游戏是NHL 2002的续作。
游戏主要是模拟冰球比赛。
本游戏Windows版本收到非常好的评价。